# (2718) Handley
(2718) Handley – planetoida z pasa głównego asteroid okrążająca Słońce w ciągu 5 lat i 186 dni w średniej odległości 3,12 j.a. Została odkryta 30 lipca 1951 roku w Union Observatory w Johannesburgu przez Ernesta Johnsona. Nazwa planetoidy pochodzi od Tommy Handley (1892-1949), brytyjskiego komika radiowego. Przed nadaniem nazwy planetoida nosiła oznaczenie tymczasowe (2718) 1951 OM.